# Sultan Kösen

Sultan Kösen 2009

Sultan Kösen, född 10 december 1982 Mardin i Turkiet, är världens längsta man med 251 cm. Han tog över titeln 2009 efter Bao Xishun. Han har också världens största händer som är 27,5 centimeter långa och fötter som är 36,5 centimeter (vänstra fot) och 35,5 centimeter (högra fot) långa. Kösen väger ungefär 137 kg.

## Biografi
Kösen bor med sina föräldrar, en syster och tre bröder, de är alla i normal storlek. Kösen kunde inte fortsätta sin utbildning på grund av sin längd så han började delvis som bonde. Trots sin längd så lever han ett ganska normal livsstil och tycker om att spela dataspel med sina vänner.
Kösen säger att fördelarna att vara lång är att man har en bra utsikt och man kan hjälpa till i familjen med hushållssysslor som att byta glödlampor och hänga gardiner. Kösen säger också att nackdelar är att det är svårt att hitta kläder, hitta passande skor och att passa in i normalstora bilar.
Kösen har varit rädd att inte hitta kunna hitta äkta kärlek på grund av sin längd, men i oktober 2013 gifte han sig med Merve Dibo som kommer från Syrien.
Den 13 november 2014 mötte Kösen tillsammans med Guinness rekordbok för första gången i sitt liv Chandra Bahadur Dangi som är den kortaste mannen som någonsin uppmätts i London.